# Казерун
Казерун (перс. کازرون) — місто в Ірані, в провінції Фарс. Адміністративний центр шагрестану Казерун. Населення — 89 тис. осіб (2005). Сільськогосподарський центр. На північ від Казеруна розташовані руїни стародавнього міста Бішапур (III століття до н. е.). На південному сході — архітектурний комплекс «Зороастрійська фортеця».